# Walther Reichling
Walther Reichling (* 28. August 1894 in Köln; † 21. März 1972 in Kassel) war deutscher Augenarzt und Hochschullehrer an der Julius-Maximilians-Universität Würzburg.
Reichling wollte eigentlich Pianist werden, was durch eine Kriegsverletzung im Ersten Weltkrieg unmöglich wurde. Er studierte Medizin in Bonn, Wien und Berlin und war Assistent und später Oberarzt an der Augenklinik der Charité, deren Direktor er 1947 wurde. 1951 wurde er ordentlicher Professor an der Universität Würzburg und Chefarzt der Universitäts-Augenklinik. 1964 ging er in den Ruhestand.
Er befasste sich vor allem mit pathologischer Histologie des Auges und Chirurgie der Augenhöhle (Orbita). Die Exzision nach Reichling bei Exophthalmus aufgrund maligner Tumoren ist nach ihm benannt.
Er leitete ehrenamtlich einen nach ihm benannten Chor (Reichling-Chor) zunächst ab 1927 in Berlin und dann in Würzburg. Mit ihm führte er große Chorwerke von Johann Sebastian Bach auf.